# CMS.S3
CMS.S3 — коммерческая студийная система управления сайтом (англ. CMS), разрабатываемая российской веб-студией «Мегагрупп.ру» с 2006 года. Система написана на языке PHP, использует Percona DB на основе MySQL в качестве базы данных. CMS позволяет пользователю управлять сайтом, не обладая специальными знаниями в веб-дизайне и программировании. Распространяется по лицензии SaaS. В 2021 году занимает 4 место в общем рейтинге CMS (3,06 %) и первое место в рейтинге SaaS CMS (19.62 %) по версии iTrack.

## История
CMS.S3 — это третье поколение систем управления сайтом, разработанных веб-студией Мегагрупп.ру.
- В 2002 году разработана первая CMS — CMS.S1.
- В 2004 году первое большое обновление — появилась CMS.S2.
- В 2006 году состоялся запуск CMS.S3.
- В 2007 в продукте стала доступна локализация на иностранные языки.
- В 2008 году введены функции полнотекстового поиска, введены модули «Новости», «Пользователи» и реализована поддержка интернет-магазинов на базе CMS.S3.
- В 2011 году появилась функция «Личный кабинет».
- В 2012 году для продукта вышло большое обновление с поддержкой новых функций для разработки интернет-магазина: для пользователей стали доступны «Категории товаров», «Категории цен товаров», «Параметры товаров», «Поиск», «Фильтрация», модули «Скидки и акции», «Доставка». В рамках разработки модуля «Доставка» подключены первые 10 платежных систем.
- В 2015 году в CMS встроена интеграция еще с 30 платежными системами.
- В 2016 году разработан собственный конструктор посадочных страниц.
- В 2018 году на базе CMS.S3 внедрен конструктор доставок Delica.
- В 2019 году добавлен модуль редактирования страниц Mosaic.
- В 2020 году данные сайтов CMS.S3 размещаются на облачном хранилище данных. Внедрен сервис «Экспортер» для выгрузки товаров в Yandex Market в реальном времени.
- В 2021 году число интеграций с платежными системами и банками увеличено до 80.

## Основные возможности CMS.S3
CMS.S3 позволяет создавать, обновлять и продвигать сайты любой сложности и структуры:
- Сайты-визитки;
- Блоги;
- Лендинги;
- Интернет-магазины;

CMS.S3 включает больше 50 инструментов для редактирования содержимого сайта, рекламного продвижения и защиты веб-проектов.
Инструменты редактирования содержимого сайта
- Текстовый и визуальный редакторы контента страниц;
- Конструктор страниц, включающий 85 блоков

Инструменты коммуникации
- Новостные ленты;
- Конструктор онлайн-форм обратной связи;
- Интеграция сайта с соцсетями;
- Модуль опросов

Инструменты продвижения и продаж
- Веб-аналитика;
- Модуль «Личный кабинет»;
- Модуль SEO;
- Модуль оплаты

## Интеграции
Сайты на базе CMS.S3 интегрированы с:
- Bitrix24;
- Roistat[4];
- Основными платежными системами;
- Модулями онлайн-касс;
- Модулем доставки «Deligate» (Деловые Линии, СДЭК, EMS, DPD, PickPoint, Почта России, BoxBerry).

Также CMS.S3 позволяет подключить выгрузку данных из баз 1С и подключить сервис выгрузки «Мой склад».

## Маркетплейсы
Дополнительный модуль "Трамплин" позволяет настроить интеграцию сайтов на базе CMS.S3 на основные маркетплейсы:
- Wildberries
- Ozon
- Яндекс.Маркет
- СберМегаМаркет

Сервис работает со схемой FBS и выполняет следующие задачи:
- автоматическое создание и выгрузка карточек товаров;
- автоматическая система обмена заказами между интернет-магазином на базе CMS.S3 и маркетплейсом (маркетплейсами);
- ежеминутное обновление остатков товаров и цен;
- сервис расчёта розничных цен на товары, а также наценок и скидок.